# Estil arcaic

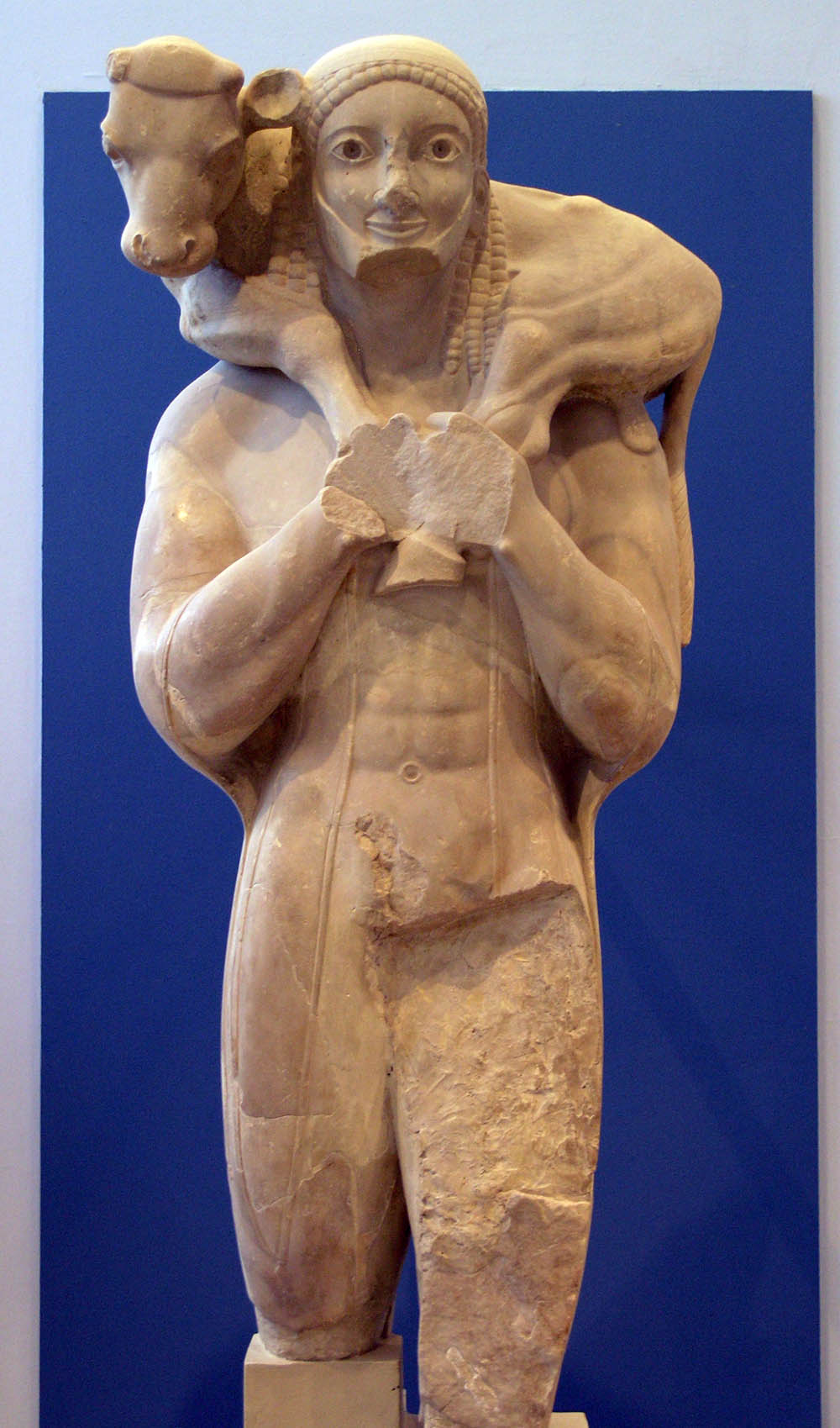
Moscòfor

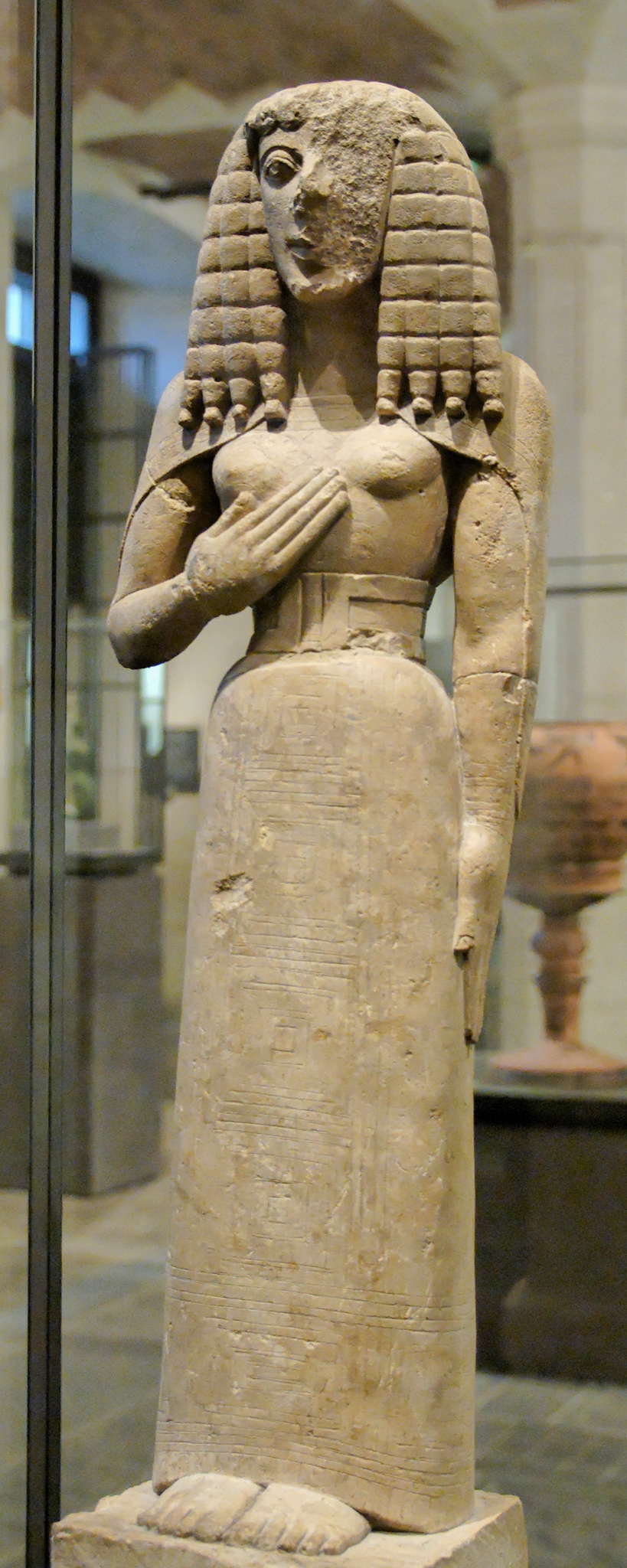
Dama d'Auxerre.

El període arcaic o estil arcaic és l'estil predominant a l'art de l'antiga Grècia des del segle vii aC, a la fi del període de formació, fins a la meitat del segle v aC, quan és substituït per l'estil sever. Aquest estil està inspirat en l'egipci. Utilitza colors molts vius, les representacions són naturalistes i idealitzades alhora, els temes inclouen humans i figures vegetals i animals, reals i imaginaris. Les escultures són en marbre o fusta, policromades, i les que representen figures humanes es mostren hieràtiques, amb un peu avançat i amb un "somriure arcaic" característic.
De l'escultura d'aquesta època destaquen les cores i els curos. També hi ha escultures d'aristòcrates i de déus, i algunes d'aquestes darreres s'usen per al culte religiós. A excepció dels curos, totes estan ricament vestides, amb túniques que els arriben fins als peus, i porten pentinats elaborats i joies. En el cas dels déus dels temples, les joies i vestimentes que porten són de veritat, i a més van canviant de tant en tant. La nuesa femenina no s'esculpeix encara al segle vi aC.

## Cores i curos
Les cores són escultures de petita mida que representen noies adolescents, amb fines túniques i bonics pentinats. Amb els temps les figures van seguint les modes del temps i, d'altra banda, la tècnica n'és cada cop més acurada i refinada. Estan pintades amb colors vius i la roba està decorada amb motius geomètrics de colors, brodats i passamaneria.
Els curos, en canvi, es mostren nus, a banda d'una tira que els recull els cabells a manera de diadema. Solen representar nois joves o algunes en poden representar també el déu Apol·lo. Se sap que, als grecs, els agradava molt la moda i que, en general, no els agradava mostrar-se nus; per exemple, ja molt abans, Ulisses, a l'Odissea, passa molta vergonya quan surt nu d'un naufragi i es troba Naussica. Però aquestes figures masculines són nues perquè, sens dubte, es refereixen als ritus dels nois adolescents grecs que desfilen i ballen nus en honor d'Apol·lo: les cèlebres festes gimnopèdies, que uneixen esport i religió. En canvi, no tenen res a veure amb l'esport en general o amb pràctiques homosexuals.
Els curos es trobaven en santuaris i necròpolis envoltats d'animals, com serps, lleons i senglars; monstres completament animals, com quimeres i dragons; i monstres mig bèstia i mig humà, gairebé sempre femenins, incloent-hi victòries, esfinxs, gorgones, sirenes i moltes d'altres.

## Independència de l'art egipci
L'art grec arcaic representa la independència d'estil d'aquesta cultura respecte als estils completament absorbits o copiats d'altres. Està, per descomptat, basat en l'art egipci, però ja amb particularitats pròpies. Per exemple, les figures dels nois, especialment les primeres, estan clarament inspirades en les efígies egípcies de persones dempeus, somrient, amb els braços al llarg del cos, els punys tancats, un peu avançat i mida major al natural. També l'actitud i les proporcions, sobretot les dels primers anys, fan pensar en les d'Egipte. La diferència principal n'és la nuesa total, tot i que les primeres estàtues gregues de nois joves porten un gran cinturó.
També són semblants els relleus i escultures d'animals, la manera de disposar-les i, fins i tot, l'arquitectura. Els grecs coneixien l'estil egipci perquè des del regnat de Psamètic I (664 aC - 610 aC) podien comprar-ne escultures a Nàucratis, molt a prop d'Atenes. Un exemple de la influència egípcia són les files d'esfinxs o de lleons que porten al temple o unint un santuari amb el seu port, a Delos, Milet.